# هیروشی ناکا
هیروشی ناکا (انگلیسی: Hiroshi Naka; ۱۹ نوامبر ۱۹۶۰ – ) صداپیشگی در ژاپن، و بازیگر اهل ژاپن بود. وی از سال ۱۹۸۰ میلادی تاکنون مشغول فعالیت بوده‌است.